# Onychomyrmex
Onychomyrmex is een geslacht van mieren uit de onderfamilie van de Amblyoponinae.

## Soorten
- O. doddi Wheeler, W.M., 1916
- O. hedleyi Emery, 1895
- O. mjobergi Forel, 1915